# Jan Kęsik (historyk)
Jan Kęsik (ur. 1957) – polski historyk, specjalizujący się w historii kultury fizycznej, historii Polski i powszechnej XIX–XX wieku, historii techniki, historii wojskowości, problematyce narodowościowej; nauczyciel akademicki związany z wrocławskimi uczelniami.

## Życiorys
Po ukończeniu szkoły średniej i pomyślnie zdanym egzaminie maturalnym podjął studia historyczne na Uniwersytecie Wrocławskim, które ukończył magisterium. W 1984 roku rozpoczął pracę jako asystent w Instytucie Historii Architektury Sztuki i Techniki Politechniki Wrocławskiej. W 1990 roku uzyskał stopień naukowy doktora nauk humanistycznych w zakresie historii na podstawie pracy pt. Działalność polityczna Henryka Józewskiego w latach 1914-1939, napisanej pod kierunkiem prof. Wojciecha Wrzesińskiego. W 1991 roku został zatrudniony na stanowisku adiunkta w Zakładzie Historii Kultury Fizycznej Akademii Wychowania Fizycznego we Wrocławiu. Rok później powrócił na macierzystą uczelnie, zostając adiunktem w Zakładzie Historii Kultury Materialnej w Instytucie Historycznym UWr. W 1999 roku otrzymał tytuł naukowy doktora habilitowanego nauk humanistycznych w zakresie historii o specjalności: historia Polski i historia powszechna na podstawie rozprawy nt. Naród pod bronią. Społeczeństwo w programie polskiej polityki wojskowej 1918-1939. Niedługo potem został mianowany profesorem nadzwyczajnym na Uniwersytecie Wrocławskim. W latach 1999–2002 był zastępcą dyrektora Instytutu Historycznego ds. dydaktyki, a następnie prodziekanem ds. studiów zaocznych Wydziału Nauk Historycznych i Pedagogicznych (do 2008 roku). Należał do twórców jedynej na studiach historycznych w Polsce specjalności zawodowej – dokumentalistyka konserwatorska. Był współautorem uruchomionego nowego kierunku studiów dziedzictwo kultury materialnej – ochrona, promocja, gospodarowanie. Ponadto jest kierownikiem Zakładu Historii Kultury Materialnej w Instytucie Historycznym na tym samym wydziale.
Poza tym w latach 2010–2012 był kierownikiem Zakładu Historii Kultury Fizycznej w Katedrze Humanistycznych Podstaw Kultury Fizycznej na Wydziale Wychowania Fizycznego AWF we Wrocławiu. W 2013 roku prezydent Polski Bronisław Komorowski nadał mu tytuł profesora nauk humanistycznych.

## Dorobek naukowy i odznaczenia
Jan Kęsik specjalizuje się w historii Polski i powszechnej XIX/XX wieku, ze szczególnym uwzględnieniem stosunków polsko-ukraińskich, dziejów wojskowości, historii przemysłu i techniki oraz historii sportu. Jest autorem kilkudziesięciu krajowych i zagranicznych publikacji naukowych oraz dokumentacji z zakresu ochrony zabytków techniki, w tym m.in. części polskiej The Blackwell  Encyclopedia of Industrial Archaeology (Oxford 1992). Należy do kilku komitetów naukowych w tym do Komisji Historii Wojskowej Komitetu Nauk Historycznych Polskiej Akademii Nauk oraz Rady Naukowej Muzeum Techniki i Przemysłu w Jaworzynie Śląskiej.
Za swoją działalność naukowo-dydaktyczną oraz społeczną otrzymał liczne odznaczenia i wyróżnienia, w tym m.in.: Srebrny Krzyż Zasługi oraz Medal Komisji Edukacji Narodowej.